# Прикарпатський тролейбус
Прикарпатський троле́йбус — проєкт, що передбачав будівництво у містах Дрогобич та Трускавець міжміського тролейбусного сполучення.

## Історія
1963 року було розроблено проєкт будівництва тролейбусної лінії завдовжки 10 км, що мала б сполучити міста Дрогобич та Трускавець через місто Стебник, а також внутрішньоміських ліній у Дрогобичі. 
1969 року планували розпочати будівництво депо, однак роботи так і не розпочали.
Вдруге згадали про проєкт міжміської лінії вже у 2009 році, однак подальша доля будівництва невідома.